# Vermeylenfonds
Het Vermeylenfonds is een sociaal-culturele vereniging van vrijzinnig-humanisten die in 1945 werd opgericht ter nagedachtenis van letterkundige August Vermeylen (1872-1945).

## Geschiedenis
Achilles Mussche, Fernand Toussaint van Boelaere, Raymond Herreman en Oscar De Swaef richtten op het einde van de Tweede Wereldoorlog de vereniging op in Brussel. Vanuit deze nieuwe beweging wilden ze Vermeylen's werk bestuderen en voortzetten, waarbij De Taak een soort missie werd. Vermeylen had dit opstel kort voor zijn overlijden geschreven, geïnspireerd door de oorlogsgruwel als programmaverklaring voor een nieuw algemeen cultureel Vlaams tijdschrift met als titel Diogenes.
Een centrale rol was toebedeeld aan de pluralistisch doelstelling van de organisatie in het kader van het verruimingsproces van de Vlaamse Beweging, dit in tegenstelling tot het katholiek-christelijk geïnspireerde Davidsfonds (1875) en het vrijzinnig-liberale Willemsfonds (1851). Het Vermeylenfonds nam als drukkingsgroep lange tijd ook stelling in het politieke debat in Vlaanderen. In de aanvangsperiode lag de nadruk van de organisatie voornamelijk op de organisatie van congressen, studiebijeenkomsten en publicaties over onderwerpen als de Vlaamse Beweging, de Nederlandse taal (waaronder de promotie van het Algemeen Beschaafd Nederlands), toneel, Vlaamse literatuur en (Vlaamse schilderkunst).(zie ook: Kunst in Vlaanderen)
Vanaf de jaren '50 nemen in Vlaanderen de ideologische tegenstellingen (met als belangrijkste stromingen het liberalisme, de christendemocratie en het socialisme) opnieuw toe en zet er zich een herstel van de verzuiling in. Ook het pluralistische Vermeylenfonds bleek voor deze tendens niet ongevoelig en profileerde zich steeds nadrukkelijker als socialistisch fonds. Het keerpunt werd bereikt in 1961, wanneer de beweging zich officieel tot het socialisme bekende evenwel buiten elk (politiek) partijverband. Omstreeks deze periode werd ook de impuls genomen in de oprichting van steeds meer lokale afdelingen, naar analogie met zowel het Davids- als Willemsfonds. In 1966 nam Achilles Mussche ontslag als voorzitter, waarop er een interne discussie ontstond binnen het AVF over het organisatieprofiel. Aloïs Gerlo - voorstander om de verdere onafhankelijk ten overstaan van elke belangengroep te behouden - werd aangesteld tot nieuwe voorzitter. Onder zijn bestuur werd er verder ingezet op de uitbouw van lokale werkingen. Daarnaast nam het AVF onder zijn aansturing samen met het Davids- en Willemsfonds het initiatief tot de oprichting van het Overlegcentrum van Vlaamse Verenigingen (OVV), deze overlegstructuur had als doel de federalisering van België te bewerkstelligen.
In 1976 werd het AVF erkend door de overheid erkend als socio-culturele organisatie voor volwassenen, overeenkomstig het decreet en de uitvoeringsbesluiten werd het AVF versterkt met extra mankracht. Omstreeks deze periode werd tevens de boekhandel ‘nv Aksent’ opgericht. In 1977 kwam de organisatie - door het beperkte succes van de boekhandel enerzijds en een te beperkte financiële slagkracht als onafhankelijke organisatie anderzijds - in moeilijke papieren en werd al het personeel in ontslag geplaatst. De daaropvolgende periode werd het AVF volledig gedragen door vrijwilligers, om vanaf 1978 opnieuw geruggensteund te worden door twee tewerkgestelde werklozen (BTK / DAC). In 1980 nam Jan Vercammen het voorzittersroer over van Gerlo en werd de onafhankelijke en autonome koers bijgestuurd, zo trad het AVF begin jaren 80 toe tot de Unie van Vrijzinnige Verenigingen (UVV), de Centrale voor Socialistisch Cultuurbeleid (CSC) en de Vrijzinnige Koepel. In 1884 volgde opnieuw een voorzitterswissel plaats na het onverwachte overlijden van Vercammen, hij werd opgevolgd door Roland Laridon.
Het congres van 1989 stond in het teken van de actualisering en vernieuwing van de organisatie, zo werd er een nieuwe huisstijl uitgewerkt en werd het activiteitenaanbod gemoderniseerd. In 1991 besloot het AVF, samen met het Willemsfonds, het OVV te verlaten vanuit de mening dat de federalisering 'verworven' was. Op 11 februari 1995 verscheen er een postzegel ter ere van het 50-jarig bestaan van de organisatie en in 1997 ten slotte werden er wijzigingen aan de AVF-statuten doorgevoerd, alzo ontstond er een grotere inspraak en participatie van de afdelingen aan het algemeen beleid.

## Structuur

### Voorzitters
| Tijdspanne | Voorzitter           |
| ---------- | -------------------- |
| 1945-1966  | Achilles Mussche     |
| 1966-1979  | Aloïs Gerlo          |
| 1980-1984  | Jan Vercammen        |
| 1984-1996  | Roland Laridon       |
| 1996-2001  | Eliane Van Alboom    |
| 2001-2006  | Johan Soenen         |
| 2006-2012  | Dominique Verté      |
| 2012-2013  | Dany Vandenbossche   |
| 2014-2018  | Koen Goethals        |
| 2018-2019  | Tarik Fraihi         |
| 2019-heden | Willem Debeuckelaere |

### Afdelingen
Het Vermeylenfonds telt ongeveer 100 lokale afdelingen die samen jaarlijks een 600-tal activiteiten organiseren.
Er zijn/waren AVF-afdelingen in onder andere:
- Antwerpen[13]
- Blankenberge
- Bredene
- Brugge
- Brussel
- Evergem[14]
- De Panne

- Drongen
- Gent
- Hasselt
- Heers
- Kapellen[15]
- Koksijde
- Kortrijk

- Leuven
- Mechelen
- Mol
- Ronse
- Schaarbeek
- Tongeren
- Waarschoot

### Media
Het ledenblad De Nieuwe Gemeenschap (dng) verschijnt driemaandelijks, zowel digitaal als op papier. Tot de afschaffing van de Uitzending door derden, eind 2015, werden er jaarlijks 12 radio-uitzendingen uitgezonden op Radio 1 en werkte de organisatie mee aan de tv-uitzendingen van Lichtpunt.